# ヘディング

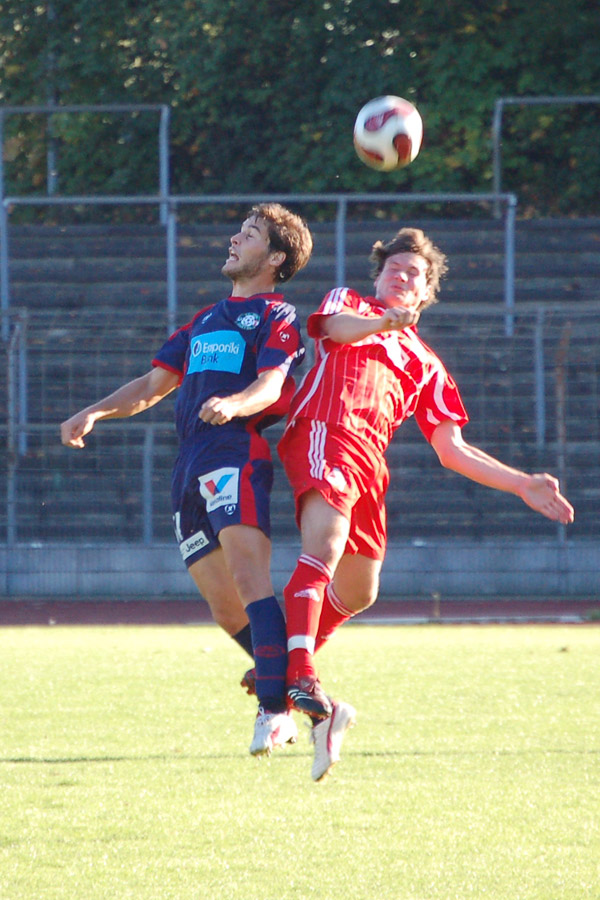
ヘディングでボールを競る選手たち

ヘディング （英: heading） とは、サッカーにおけるプレーのひとつで、頭をボールに接触させてボールを扱うことをいう。英語ではheaderと呼ばれることが多い。
基本的に手でボールを扱ってはいけないサッカーにおいて、ヘディングは頭上にあるボールを処理する重要なテクニックである。1863年にイングランドで近代サッカーが誕生した当初はまだこの技術はなかったが、ロンドンとは異なるシェフィールド・ルールの下でプレーしていたシェフィールドFCの選手たちがこれを編み出したとされる。当時のボールは革製で、水を吸い込んで重くなると「鉄球のように重い」と言われるほど重量感があったため、ヘディングは非常に勇気のあるプレーだったという。
一般に首を固定して上半身のばねを使い、額の位置でボールに当てるのがよいヘディングであるとされる。離れた位置に飛んできたボールに飛び込んで行うヘディングを特にダイビングヘッドと呼ぶ。守備の際にボールを跳ね返すヘディングは山なりになってもよいが、攻撃に際して相手のゴールを狙う際は叩きつけるように下を狙うほうがよいとされる。これはゴールポストを越えないようにするためと、ボールがバウンドした方がゴールキーパーの対処が難しいためである。
ヘディングによりシュートを撃つことをヘディングシュートという。
クロスやセットプレーからヘディングによるゴールが生まれることも多いため、ゴール前の攻防に関わるFWやDFはヘディングや競り合いに強い選手が多い。オリバー・ビアホフやヤン・コレルなど高い身長をいかして空中戦を制する選手がいる一方で、ウーヴェ・ゼーラーやミロスラフ・クローゼなど跳躍力を武器にヘディングを得意とする選手もいる。

## 危険性
アルベルト・アインシュタイン医学校のマイケル・リプトンが行った調査によると、ヘディングを繰り返すことにより脳に損傷が起きる恐れがある。また、別の研究ではヘディングにより蓄積されたダメージがアルツハイマー型認知症を引き起こす可能性も指摘されている。スウェーデンのカロリンスカ研究所による研究でも、トップサッカー選手は一般人に比べて認知症になるリスクが1.6倍も高いとし、ヘディングの機会がほぼないゴールキーパーとその他の選手でもリスクが1.4倍高く、ヘディングによる頭部への衝撃は認知症リスクを高めていると結論づけた。
米サッカー協会は2015年に、10歳以下の子供のヘディングを禁止すると発表した。イングランドやスコットランドも、2020年2月から11歳以下のヘディングを禁止した。日本サッカー協会も、ヘディングの反復は子どもの脳に悪影響を与える可能性があることを認め、小学2年生までは風船などで代用し、3～4年生までは通常よりも軽いボールを使用、5年生以上も練習に回数制限を設けることを推奨する一連のガイドラインを発表している。